# La Unión de Campos
La Unión de Campos est une commune de la province de Valladolid dans la communauté autonome de Castille-et-León en Espagne.

## Sites et patrimoine
Les édifices notables de la commune sont :

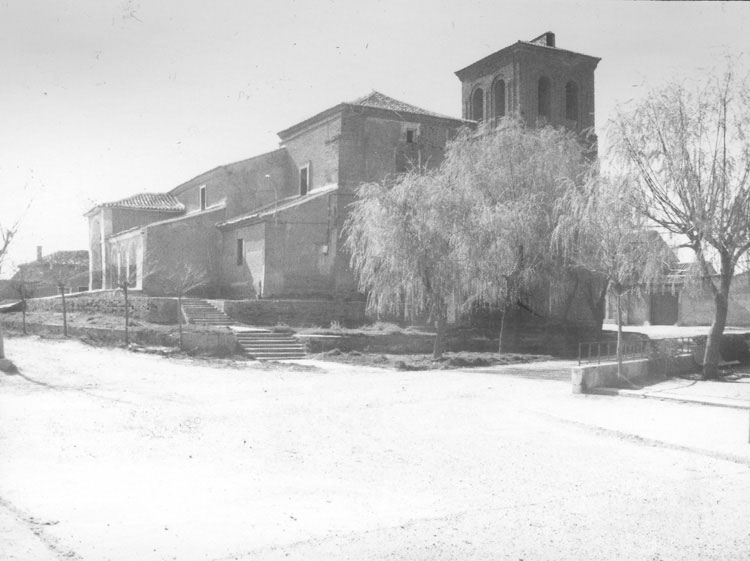
Église Santa María de la Asunción.
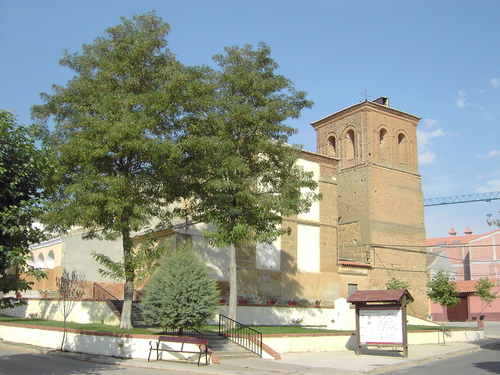
Chapelle del Cristo.

- Église Santa María de la Asunción.
Fondation Joaquín Díaz.
- Église Santa María de la Asunción.